# 三爪仑
29°03′28″N 115°13′19″E / 29.05778°N 115.22194°E
三爪（zhǎo）仑位于中国江西省靖安县北部，三爪仑国家森林公园是国家级示范森林公园，国家AAA级景区。由况钟园林景区、骆家坪景区、宝峰景区、盘龙湖景区组成。
景区内旅游以漂流为特色。
境内宝峰寺为禅宗马祖道一弘扬佛法的道场和珍藏舍利之地。